# Seitenwind

Zeichen 117-10 der StVO als Rechtsaufstellung mit Windsack

Als Seitenwind bezeichnet man den Wind, der seitwärts auf Fahrzeuge einwirkt. Bei bestimmten Fahrzeugen ist unter Umständen eine Intervention seitens des Fahrzeugführers erforderlich, um die Fahrtrichtung bei zu behalten. Die Seitenwindstabilität ergibt sich durch den Fahrzeugaufbau, Aerodynamik und Schwerpunktlage.
Seitenwind kann im Straßenverkehr zu gefährlichen Situationen führen, wenn zum Beispiel ein Fahrer beim Überholen eines Lkws von schlagartig einsetzendem Seitenwind (beim Verlassen des Windschattens) überrascht wird, und so die Kontrolle über das Fahrzeug verliert. Auch leichte Lkw (12 t Gliederzug mit einachsigem Starrdeichselanhänger) können bereits ab einer Seitenwindstärke von 7 Beaufort bei voller Fahrt umkippen.
Auch bei Starts und Landungen von Flugzeugen ist ein Seitenwind (englisch crosswinds) ab einer bestimmten Intensität und Richtung extrem riskant, siehe Seitenwindlandung. Seitenwind (und Winde aus anderen Richtungen) beeinflussen zudem den Flug von Raketen und verursachen Steuerungsbedarf.